# Franco dei Russi

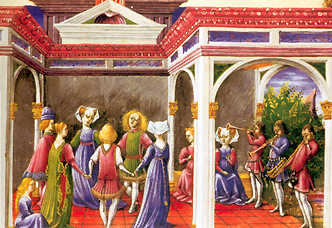
Miniatura de la Biblia de Borso de Este.

Franco dei Russi (Mantua, siglo XV - siglo XV) fue un pintor italiano, activo en el campo de la miniatura.

## Biografía
Franco dei Russi era un pintosr de manuscritos de principios del Renacimiento, activo principalmente en Lombardía entre 1450 y 1482. 
En 1450 participó en la creación de la Biblia de Borso de Este, considerado uno de los mayores logros del manuscrito italiano. Este trabajo se completó en seis años (1455-1461) por un grupo de artistas liderados por Taddeo Crivelli.
También trabajó en Venecia y para la gran biblioteca de Federico da Montefeltro en Urbino (1474-1482).

## Obras
- Biblia de Borso de Este (1455-1461), Biblioteca Estense de Módena.
- Una página de un antifonario con letras capitales en forma de U, que se vende en una subasta por 108.000 francos suizos en marzo de 2008 por Koller de Zúrich.